# Breiteweg 147–150

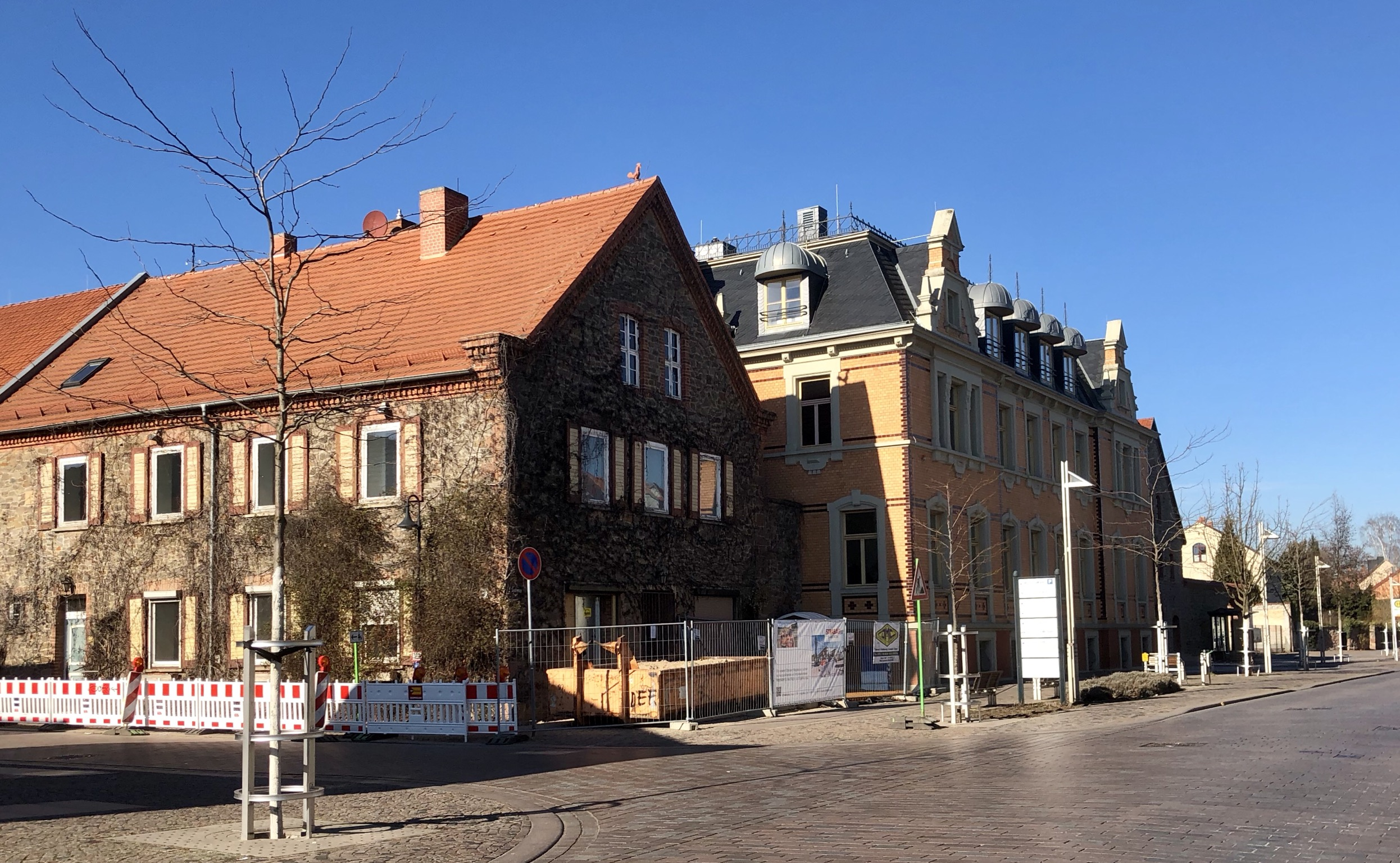
Breiteweg 147, Blick von Süden, 2019

Breiteweg 147–150 ist eine als Denkmalbereich ausgewiesene Straßenzeile in Barleben in Sachsen-Anhalt.

## Lage
Der Denkmalbereich liegt im Ortszentrum von Barleben und erstreckt sich auf der Westseite der als Hauptstraße durch Barleben verlaufenden Straße Breiteweg. Die Gebäude Breiteweg 147, 149 und 150 sind zugleich als Einzeldenkmale ebenfalls denkmalgeschützt. Gleiches galt für das zwischenzeitlich jedoch abgerissene Haus Breiteweg 148.

## Architektur und Geschichte
Die Straßenzeile umfasst mehrere bäuerliche Wohnhäuser aus der Zeit zwischen dem 17. bis zum frühen 20. Jahrhundert. Für die das Straßenbild prägenden Häuser besteht keine einheitliche Bauflucht. Sie repräsentieren die verschiedenen Erscheinungsformen von Bauernhäusern aus den jeweiligen Bauzeiten. Durch den Abriss des zentral gelegenen Bauernhauses Breiteweg 148 ist das historische Erscheinungsbild jedoch beeinträchtigt.
Im örtlichen Denkmalverzeichnis ist die Straßenzeile unter der Erfassungsnummer 094 15917 als Denkmalbereich verzeichnet.